# Zoltán Pokorni
Zoltán Pokorni (* 10. leden 1962, Budapešť) je maďarský profesor a politik, bývalý ministr školství. V letech 2001 až 2002 byl předsedou pravicové strany Fidesz. Od 1. října 2006 je starostou XII. obvodu Budapešti.

## Biografie
Zoltán Pokorni se narodil dne 10. ledna 1962 v Budapešti. V roce 1980 absolvoval II. Rákóczi Ferenc Gimnázium a poté odešel studovat maďarskou historii na ELTE. Tuto školu dokončil v roce 1987 a poté vyučoval na Toldy Ferenc Gimnázium.

### Politická kariéra
Členem parlamentu je Pokorni od roku 1994. Po vítězných volbách v roce 1998 působil ve vládě Viktora Orbána jako ministr školství. Odstoupil v roce 2001, kdy byl zvolen předsedou strany Fidesz – Magyar Polgári Párt.
V červenci 2002 se ukázalo, že jeho otec János Pokorni byl v období komunismu agentem ministerstva vnitra. V reakci na to Zoltán Pokorni okamžitě odstoupil ze všech svých funkcí. Předsedou Fidesz se stal János Áder.
Ve volbách 2006 byl Zoltán Pokorni opět zvolen do parlamentu a od 1. října téhož roku se stal starostou XII. obvodu hlavního města Budapešti. Pro parlamentní volby 2010 je na 16. místě republikové kandidátky strany Fidesz – Magyar Polgári Szövetség.

## Rodina
Zoltán Pokorni je ženatý s psycholožkou Andrea Beck. Má čtyři syny: Benedek Donát (1992), Ágoston Jakab (1996), Ábel Boldizsár (1999) a Barnabás Vince (2001).